# Béat de Hennezel
Béat-Antoine-François de Hennezel, dit Béat de Hennezel, baptisé à Yverdon le 17 octobre 1733 et mort à Paris le 14 mars 1810, est un dessinateur, architecte et poète. connu pour ses vues d’Italie.

## Biographie
Béat de Hennezel, issu d’une famille de verriers lorrains, est fils cadet d’Antoine-Sigismond-Christophe de Hennezel, seigneur d’Essert-Pittet, une terre acquise en 1573 déjà par un ancêtre de la famille qui a embrassé la religion réformée. Durant deux siècles, la famille de Hennezel appartient aux élites sociales de la région d’Yverdon auxquelles elle s’est parfaitement intégrée.
Béat de Hennezel aurait voyagé à Paris et à Londres, où il aurait étudié l’architecture. Rentré à Yverdon, il y exerce en effet l’architecture en amateur éclairé. Son œuvre principale est l’hôtel de ville d’Yverdon (1764-1773), à l’élaboration duquel il a pris une part déterminante en fournissant plusieurs projets successifs. Mais il travaille également à Lausanne, dans la région d’Yverdon et à Neuchâtel.
Il a été rédacteur-éditeur de la Feuille d'Avis d'Yverdon, d'abord, de 1776 à 1785, et collaborateur du Journal littéraire de Lausanne fondé par la chanoinesse Marie-Elisabeth Polier.
Entre 1791 et 1796, Béat de Hennezel séjourne en Italie, suivant les étapes du traditionnel Grand Tour, d’où il envoie de nombreuses lettres, rédigeant divers carnets de notes journalières et dessinant de nombreuses petites vues. Son journal a été publié par le Groupe Ethno-Doc. Misanthrope à l’esprit caustique, il y note une foule de détails de la vie quotidienne et esquisse des portraits truculents et sans concessions de ses contemporains, notamment d'artistes suisses travaillant à Rome, comme Abraham-Louis-Rodolphe Ducros. En 1791-1792 il se rend d’Yverdon à Rome en passant par Marseille, et Nice ; en 1792-1793 il vit à Rome, en avril-mai 1793 à Naples ; en 1793-1794, il est de retour à Rome, puis, en avril 1794, va visiter Venise, en passant par Florence. En juin 1794, par Milan, il revient en Suisse.
Le goût de la péninsule italienne le tient cependant. En 1795-1796, on le retrouve à Turin, Florence et Milan.
Après son retour d'Italie en 1796, Béat de Hennezel vit quelque temps à Yverdon mais en 1798, décide de retourner à Paris, où il meurt en 1810.
En dilettante, il publie aussi un traité sur la tapisserie (1776).

## Publication
- Béat de Hennezel, Traité des différentes espèces de tapisseries, et principalement de la tapisserie au petit point et au point long... Yverdon, Société littéraire et typographique, 1776, 74 p.

### Archives
- Fonds : Hennezel (Béat-Antoine-François de) (1709-1807) [7 carnets et 1 cahier]. Collection : Archives privées; Cote : P Hennezel. Archives cantonales vaudoises (présentation en ligne)..

- Série de dessins conservés au Musée d'art et d'histoire de Genève.